# Sven Krauß

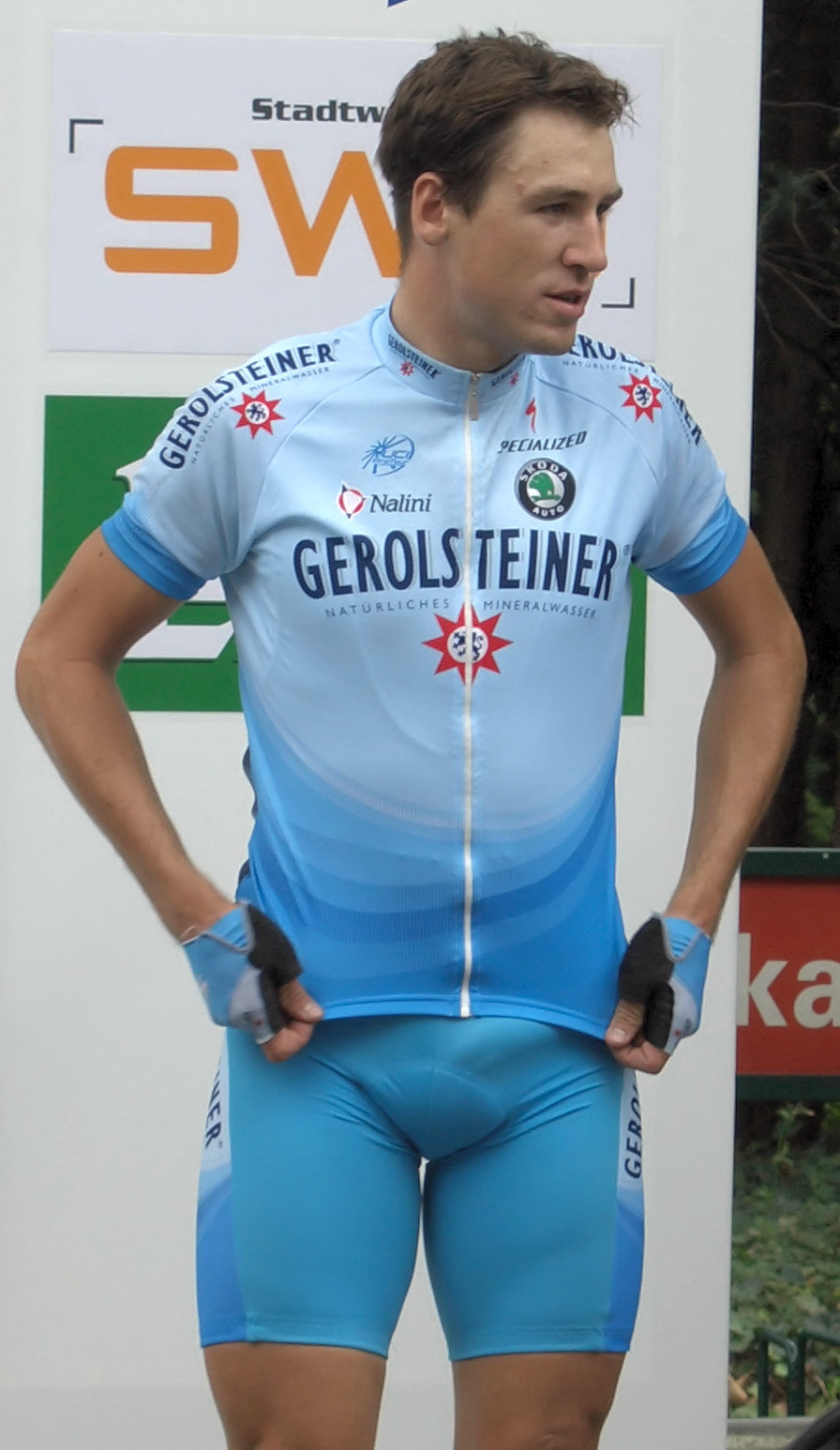
Sven Krauß (2006)

Sven Krauß (* 6. Januar 1983 in Herrenberg) ist ein ehemaliger deutscher Radrennfahrer und seit dem Ende seiner aktiven Karriere Sportlicher Leiter im Straßenradsport.

## Karriere
Die erste Profistation von Sven Krauß war das deutsche ProTeam Gerolsteiner, für das er ab 1. August 2003 fuhr. Vor Beginn seiner Profikarriere startete er für den RSV Öschelbronn und die Hofbräu Radler.
Krauß nahm 2005 zum ersten Mal am Giro d’Italia teil und trug fast zwei Wochen lang das Blaue Trikot des Führenden in der Intergirowertung. Bekannt war Krauß als Sprintanfahrer von Robert Förster, der während Krauß’ Zugehörigkeit zum Team Gerolsteiner auch dort fuhr.
Nach Auflösung des Teams im Jahre 2008 fand Krauß zunächst kein neues Team. Schließlich heuerte er 2009 beim Team Halanke.de-Öschelbronn an und feierte ab 2010 drei Siege, darunter bei Rund um Düren. Zum Ende der Saison 2012 beendete Sven Krauß seine Karriere als Radprofi und wurde Sportlicher Leiter beim Continental Team Bergstraße-Jenatec. Nachdem sich sein vorheriges Team und das MLP-Radteam zum MLP Team – Bergstraße zusammengeschlossen hatten, war er ab 2014 dort Sportlicher Leiter.  Nach einem Sponsorenwechsel des Teams heißt sein Arbeitgeber seit 2016 Team Basso-Bikes. 2017 war er bei einzelnen Rundfahrten auch als Sportlicher Leiter für das Team Bike Aid tätig.

## Erfolge
2010
- eine Etappe Cinturón Ciclista a Mallorca
- Rund um Düren
- eine Etappe Oberösterreich-Rundfahrt

2009
- Vier-Bahnentournee (Zweier-Mannschaftsfahren)
- 1001 Runde Öschelbronn (Zweier-Mannschaftsfahren)

2005
- eine Etappe Rothaus Regio-Tour
- Mannschaftszeitfahren Eindhoven

2003
- eine Etappe Thüringen-Rundfahrt
- Bundesligarennen Chemnitz

2002
- eine Etappe Ster Elektro Toer
- Europameisterschaft – Mannschaftsverfolgung

2001
- Junioren-Weltmeisterschaft – Mannschaftsverfolgung
- Junioren-Weltmeisterschaft – Einerverfolgung
- Deutscher Meister – Berg (Junioren)
- Weltcup-Rennen Junioren (Tschechien)

## Platzierungen bei den Grand Tours
| Grand Tour            | 2005 | 2006 | 2007 | 2008 |
| --------------------- | ---- | ---- | ---- | ---- |
| Giro d’ItaliaGiro     | 132  | 97   | 134  | 131  |
| Tour de FranceTour    | –    | –    | 136  | 141  |
| Vuelta a EspañaVuelta | –    | –    | –    | –    |